# Chris MacAllister

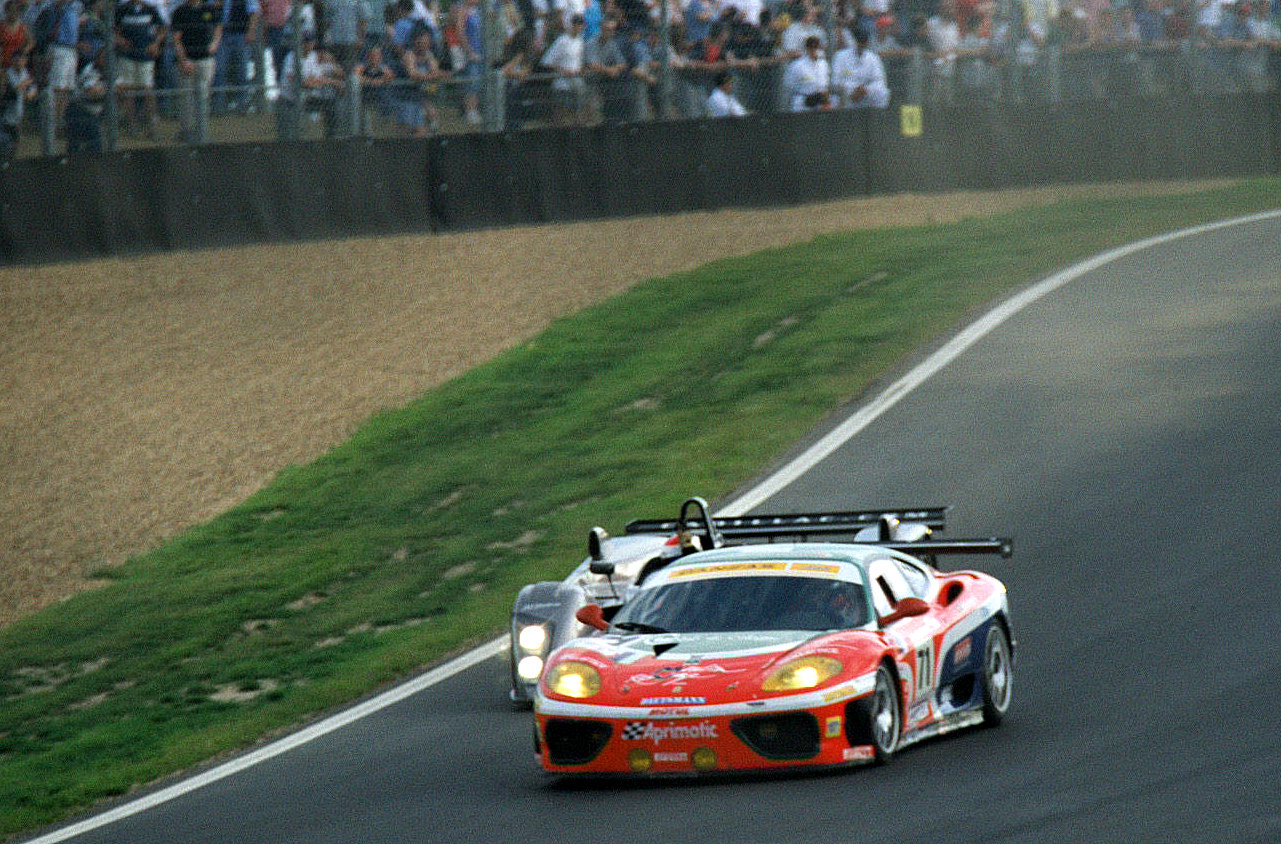
Der von Chris MacAllister beim 24-Stunden-Rennen von Le Mans 2002 gefahrene Ferrari 360 Modena GT; dahinter versteckt ein Cadillac Northstar LMP

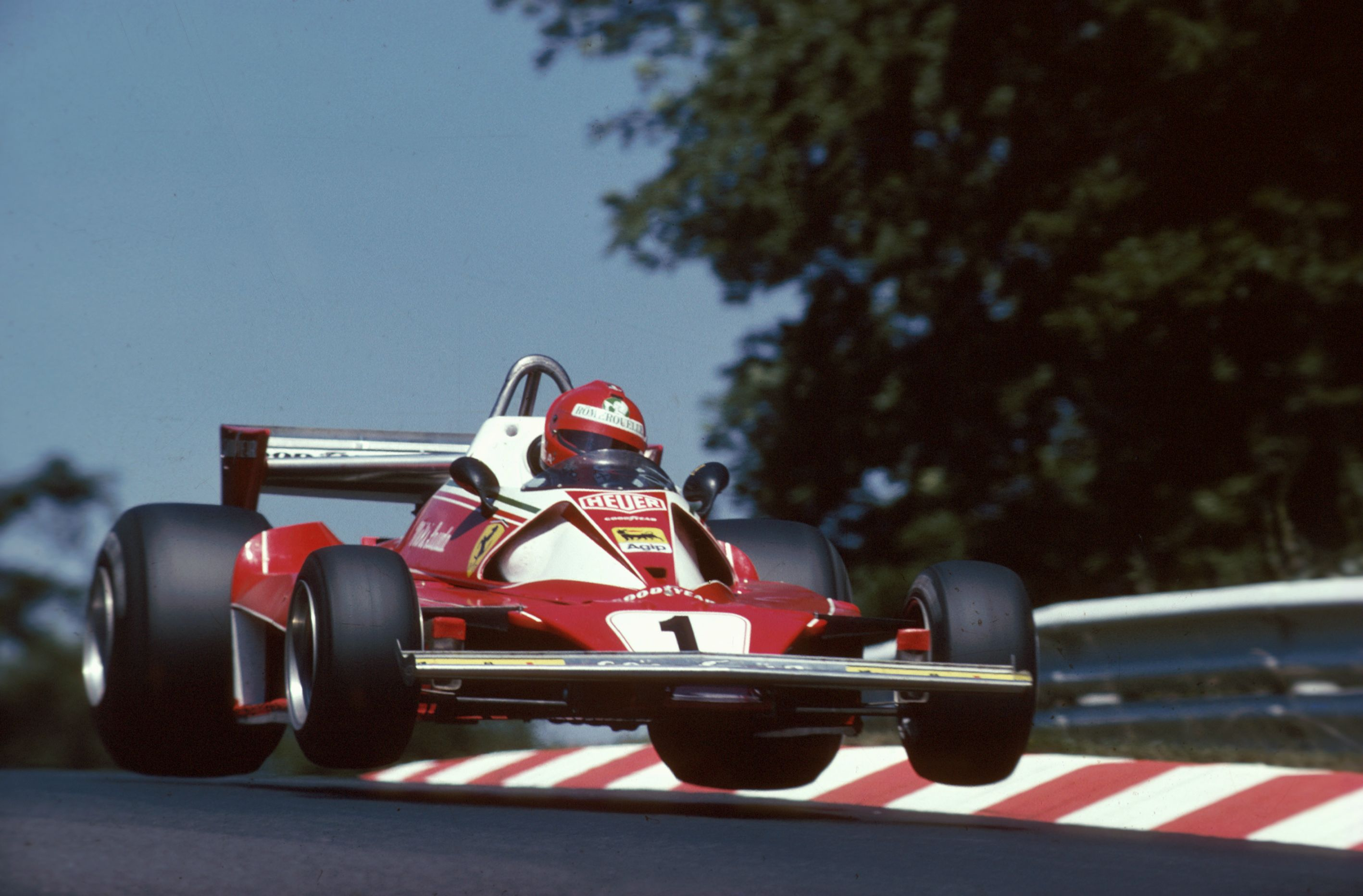
Niki Lauda im Ferrari 312T2, Fahrgestell 026. Chris MacAllister ist Eigentümer des Rennwagens

Chris MacAllister (* 9. Mai 1956 in Indianapolis) ist ein US-amerikanischer Unternehmer und ehemaliger Autorennfahrer.

## Unternehmer
Chris MacAllister studierte mit Abschlüssen in Wirtschafts- und Finanzwirtschaft an der Ball State University in Muncie im US-Bundesstaat Indiana. Nach dem Studium arbeitete er im vom Großvater gegründeten familieneigenen Unternehmen MacAllister Machinery Company. Am Standort in Indianapolis werden unter anderen Baufahrzeuge und Baumaschinen von Caterpillar vertrieben.

## Karriere als Rennfahrer
Zu Beginn der 1970er-Jahre begann MacAllister mit dem Motorradsport. Fast ein Jahrzehnt lang fuhr er Motocrossrennen und ging vor allem bei regionalen und nationalen Bewerben an den Start. Nach dem Ende der Motorradzeit wandte er sich dem historischen Motorsport zu. Er restaurierte einen AC Cobra und bestritt damit ab 1983 historische Sportwagenrennen in Nordamerika. Erster historischer Monoposto war ein McLaren M19A, mit dem Denis Hulme und Peter Revson in der Formel-1-Weltmeisterschaft 1971 an den Start gingen. Bekannt wurde MacAllister als Eigentümer des Ferrari 312T2 mit der Fahrgestellnummer 026. Niki Lauda gewann mit dem Wagen die Großen Preise von Belgien und Monaco 1976. MacAllister erwarb den Rennwagen 2001.
Auch im professionellen Motorsport war er aktiv. Er bestritt das 24-Stunden-Rennen von Daytona und war viermal Starter beim 24-Stunden-Rennen von Le Mans. Bei keinem seiner vier Einsätze konnte er sich klassieren.

## Statistik

### Le-Mans-Ergebnisse
| Jahr | Team               | Fahrzeug              | Teamkollege     | Teamkollege     | Platzierung     | Ausfallgrund |
| ---- | ------------------ | --------------------- | --------------- | --------------- | --------------- | ------------ |
| 2001 | Racing Engineering | Porsche 911 GT3       | Robin Donovan   | Terry Lingner   | Ausfall         | Motorschaden |
| 2002 | JMB Racing         | Ferrari 360 Modena GT | Stephen Earle   | Gary Schultheis | Ausfall         | Elektrik     |
| 2006 | Pir Competition    | Pilbeam MP93          | Simon Pullan    | Marc Rostan     | nicht klassiert |              |
| 2007 | Pierre Bruneau     | Pilbeam MP93          | Gavin Pickering | Marc Rostan     | Ausfall         | Unfall       |